# Pośredni Jastrzębi Ząb
Pośredni Jastrzębi Ząb (słow. Prostredný jastrabí zub) – turnia w dolnym fragmencie Jastrzębiej Grani w słowackiej części Tatr Wysokich. Jest położony we wschodniej grani Jastrzębiej Turni. Od Wielkiego Jastrzębiego Zęba na zachodzie jest oddzielony Pośrednią Jastrzębią Szczerbiną, natomiast od Małego Jastrzębiego Zęba na wschodzie oddziela go Niżnia Jastrzębia Szczerbina. Jest środkową z trzech turni w tej grani, położoną tuż ponad Pośrednią Jastrzębią Szczerbiną. Grań zbiegająca do Niżniej Jastrzębiej Szczerbiny jest dosyć długa.
Stoki północne opadają z Pośredniego Jastrzębiego Zęba do Doliny Jagnięcej, południowe – do Doliny Zielonej Kieżmarskiej. Południowa ściana Pośredniego Jastrzębiego Zęba ma ok. 300 m wysokości. W większości jest porośnięta trawą i kosodrzewiną, występują w niej też strome partie skaliste.
Na Pośredni Jastrzębi Ząb, podobnie jak na inne obiekty w Jastrzębiej Grani, nie prowadzą żadne znakowane szlaki turystyczne. Najdogodniejsza droga dla taterników wiedzie na szczyt od północy z Doliny Jagnięcej przez Niżnią Jastrzębią Szczerbinę i jest nieco trudne (I w skali UIAA).
Pierwsze wejścia:
- letnie – nieznane, po 17 sierpnia 1911 r., przy przechodzeniu grani,
- zimowe – Venceslava Mašková (-Karoušková), Karel Cerman, Z. Gráf, Oldřich Kopal, Drahomír Machaň i Svoboda, 17 marca 1951 r.[2]